# 日本學術會議
日本學術會議（日语：／ nihon gakuzyutsu kaigi ?），是屬於日本內閣府的特別機關。

## 簡介
日本學術會議的前身是於1920年成立之「學術研究會議」，其後為因應新的研究體制，乃改組為日本學術會議。其會員由成員直接選舉產生，屬於總理府，直屬於內閣總理大臣，被定位為特別機構。昭和23年（1948年）選出第一屆會員210名，並於翌年1月開始運作。1956年，日本學士院法公布，乃將日本學士院獨立分離，隸屬於文部大臣。1983年，修訂日本學術會議法，將會員直選的制度，改由學術研究團體推薦產生。

### 組織
從日本約87萬名科學家與2000名的連携会員中，選出210名会員組成大會，任期三年。設會長一名，副會長二名。總會下設七部，六個常設委員會、運營審議會及八個臨時（特別）委員會，並另有事務局。總會是日本學術會議的最高決策機構，通常一年的春秋兩季各會召開一次會議。各部為機構的核心，按照日本綜合大學的七個學部（文、法、經、理、工、農、醫）設立。
常設委員會分為六個，針對以下事項進行審議研究：
- 第一委員會：研究委員會活動的積極化和組織的問題等。
- 第二委員會：負責學術和思想的自由，科學研究者的倫理、社會責任及地位的提升等。
- 第三委員會：學術動向的現狀分析與長期動向的研究。
- 第四委員會：負責研討和學術體制及相關學術機構的合作。
- 第五委員會：負責學術資訊和資料收集。
- 第六委員會：負責國際學術交流和合作。
- 臨時委員會：審議較緊急的問題[1]。

### 功能
日本學術會議具有審議功能和研究聯絡功能。另外，政府亦可向日本學術會議提出諮詢要求，日本學術會議則需提出審議報告，也可主動地針對問題提出報告。至第13屆日本學術會議為止，該組織共提出各種建議報告共680件。

## 沿革
- 1948年（昭和23年）7月10日 - 日本学術会議法公布。
- 1949年（昭和24年）1月20日 - 日本学術会議設立，置於内閣總理大臣轄下，並於其中設置日本学士院。同時廢止其前身組織「学術研究会議」。
- 1949年（昭和24年）6月1日 - 隨著總理府的設置，成為總理府的機關。
- 1956年（昭和31年）4月1日 - 日本学士院自日本学術会議独立，移至文部大臣管轄。
- 1984年（昭和59年）5月30日 - 会員選出方法由公選制變更為学会推薦制。
- 2001年（平成13年）1月6日 - 伴隨中央省廳再編，變更為總務省的特別機關。
- 2005年（平成17年）4月1日 - 再次置於内閣總理大臣轄下，内閣府的特別機關。
- 2005年（平成17年）10月1日 - 会員選出方法變更，從7部制改組為3部制，實行例如新設連携会員之類的組織改革。
- 2020年（令和2年）10月1日 - 甫上任的內閣總理大臣菅義偉任命第25屆新會員，但推薦名單105人中有6人未獲任命，是2004年改由組會議選拔新會員候選人以來，首次有人未獲任命，引發學術自由遭干涉的爭議[2]。

## 目的及使命

### 目的
作為代表日本科學界的機構、促進研究人員之間的國際合作、進行信息傳播和信息收集、並反映科學家對政策的意見。
根據這一目的，為了維持学術会議與各團体之間的緊密合作關係，對於協力学術研究團体進行認證，並提供信息和贊助。並且，提升科學之進步與發展，使科學能深植到行政、產業及國民生活之中。

### 使命
- 審議科学有關重要事項並實行之。
- 從事科学研究有關的連絡，並增進其效率。

## 組織
- 總会（原則上每年4月與10月舉行，由210名会員構成）
- 役員（会長與副会長共3名）
- 幹事会（毎月舉行。審議日本学術会議的運營事務。由会長、副会長、各部部長、副部長、幹事構成）
- 3部（人文社会科学、生命科学、理工学）
- 4個機能別委員会（選考、科学者、科学與社会、国際）
- 30個学科委員会
- 臨時課題委員会
- 事務局

## 2020年成員任命風波
2020年菅义伟出任日本首相後首次遭遇日本學術會議半數成員定期改選，依照慣例舊會員退休後105名接任新会员的推荐名单由他們推薦，日本首相做形式任命，並不會對內容有更改以象徵日本學術獨立和言論自由。日本政府1983年修订的《法律案审议录》规定，日本内阁府对学术会议推荐的会员进行“形式上的任命”。时任首相中曾根康弘更曾在国会问询中明确表示：“政府不会否认学术会议推荐的人选。”強化了政府和政治人物不介入日本學術會議這一學術最高地位的運作。
然而菅义伟此次拒绝任命其中6名会员，引發日本學術界轟動，這是1949年戰後日本学术会议設立以來首次出現的異常情況，有首相干預學術界最高機構的運作尤其是人事權任命。學術界的反撲聲浪逐漸上升，官邸門口常態聚集數百學術界人員抗議，10日下午已有14万人連署反對，任命風波登上日本地区推特热门趋势榜单一度升至榜首。
| 姓名     | 單位     | 領域       |
| -------- | -------- | ---------- |
| 蘆名定道 | 京大     | 基督教學   |
| 宇野重規 | 東大     | 政治學     |
| 岡田正則 | 早大     | 行政法     |
| 小澤隆一 | 慈惠醫大 | 憲法       |
| 加藤陽子 | 東大     | 日本近代史 |
| 松宮孝明 | 立命館大 | 刑法       |

《东京新闻》等媒體整理後發現被拒絕的六人多數是曾明確反對自民黨修憲和軍事情報相關法規的人員，反對日本突破戰後體制的學者。例如松宫教授曾于2017年批评安倍政府推出的“共谋罪”法案是“战后最恶治安立法”，因该法规定只要共同谋划犯罪就将受到处罚，此举威胁个人隐私和言论已經與許多日本批判的國家無異。而加藤教授在2010年出版的《尽管如此，日本人还是选择了战争》一书在日本影响很大，她对日本参加、发动战争的整个过程詳細考據並呈現於世人，描述偏向負面與荒誕，認為再次給予日本政府與戰爭相關的權力是一錯誤。
日本学术会议2020年10月3日向内阁寄去请愿书敦促尽快任命6人，而菅义伟表達強硬是基于“综合性、俯瞰性的观点”作出判断。且指出日本学术会议每年花费政府10亿日元预算，“我一直在思考，直接任命推荐人选的惯例是否应该继续沿用”。表達因為日本學術會議有拿預算所以首相有權介入的立場，撕毀了1983年的法律案审议录承諾。日媒TBS报道，日本立宪民主党国会对策委员长安住淳5日表示政府影响学术自由，“这将动摇日本国家的根基”在野党将会追究到底，日本媒體將之比喻為1933年发生的泷川事件。由私立大學及短期大學教職員工會組成的「日本私立大學教職員組合連合」（簡稱日本私大教連）2020年10月3日發表緊急聲明批評菅義偉此舉「將在日本學術會議歷史上留下汙點」。英国《自然》杂志8日刊登社论婉轉提及日本学术会议一事，希望能够尊重学术独立性。NHK统计截至10月9日，包括日本物理学会、生物科学学会在内的90多个学术组织发布紧急声明，对日本政府拒绝任命学术会议会员一事表示担忧。

## 歷代會議

### 第20屆会議会員
平成18年（2006年）10月1日至平成20年（2008年）9月30日。
会長（第20期）
- 金澤一郎（日语：金澤一郎）（臨床醫学）

副会長（第20期）
- 浅島誠（基礎生物学）
- 鈴村興太郎（經濟学）
- 土居範久（日语：土居範久）（情報学）

第一部（人文科学系）由部長、副部長、幹事（2名）、会員（69名）、連携会員（674名）構成
- 部長廣渡清吾（日语：広渡清吾）（法学）
- 副部長佐藤学（日语：佐藤学 (教育学者)）（心理学・教育学）
- 幹事江原由美子（日语：江原由美子）（社会学）
- 幹事小林良彰（日语：小林良彰）（政治学）

第二部（生命科学系）由部長、副部長、幹事（2名）、会員（60名）、連携会員（698名）構成
- 部長唐木英明（日语：唐木英明）（生産農学）
- 副部長北島政樹（日语：北島政樹）（臨床医学）
- 幹事山本雅（基礎医学）
- 幹事鷲谷泉（日语：鷲谷いづみ）（應用生物学）

第三部（理学、工学系）由部長、副部長、幹事（2名）、会員（69名）、連携会員（618名）構成
- 部長海部宣男（物理学）
- 副部長小林敏雄（日语：小林敏雄）（機械工学）
- 幹事大垣真一郎（日语：大垣眞一郎）（土木工学・建築学）
- 幹事河野長（日语：河野長）（地球行星科学）

### 第21屆会議会員
平成20年（2008年）10月1日至平成22年（2010年）9月30日。
会長
- 金澤一郎（再任）

副会長
- 大垣真一郎（土木工学・建築学）
- 鈴村興太郎（再任）
- 唐木英明（農学）

第一部
- 部長：廣瀬清吾（再任）
- 副部長：小林良彰（日语：小林良彰）（政治学）
- 幹事：木村茂光（日语：木村茂光）（史学）
- 幹事：白田佳子（日语：白田佳子）（經営学）

第二部
- 部長：浅島誠（基礎生物学）
- 副部長：北島正樹（再任）
- 幹事：山本正幸（日语：山本正幸）（基礎生物学）
- 幹事：鷲谷泉（再任）

第三部
- 部長：岩澤康裕（日语：岩澤康裕）（化学）
- 副部長：後藤俊夫（日语：後藤俊夫）（綜合工学）
- 幹事：海部宣男（物理学）
- 幹事：池田駿介（土木工学・建築学）

### 第22屆会議会員
平成23年（2011年）10月1日至今
会長
- 大西隆（日语：大西隆）（土木工学・建築学）

副会長
- 武市正人（日语：武市正人） （情報学）
- 小林良彰 （政治学）
- 春日文（日语：春日文子） （健康、生活科学）

第一部
- 部長：佐藤学（心理学・教育学）
- 副部長：大澤真理（日语：大沢真理）（經濟学）
- 幹事：後藤弘子（日语：後藤弘子）（法学）
- 幹事：丸井浩（日语：丸井浩）（哲学）

第二部
- 部長：山本正幸（基礎生物学）
- 副部長：生源寺眞一（日语：生源寺眞一）（農学）
- 幹事：須田年生（日语：須田年生）（基礎医学）
- 幹事：長野哲雄（日语：長野哲雄）（薬学）

第三部
- 部長：家泰弘（日语：家泰弘）（物理学）
- 副部長：荒川泰彦（日语：荒川泰彦）（綜合工学）
- 幹事：巽和行（日语：巽和行）（化学）
- 幹事：土井美和子（日语：土井美和子）（情報学）

## 外部連結
- 日本学術会議 （页面存档备份，存于）（日語）
- 日本学術会議法（日語）
- 歴代会長・副会長一覧 （页面存档备份，存于）（日語）